# Vlag van Hensbroek

Vlag van de gemeente Hensbroek
(1962-1979)

Afgewezen vlagvoorstel
(1962)

Vlag van de gemeente Hensbroek
(1938-1962)

De vlag van Hensbroek is op 4 september 1962 per raadsbesluit vastgesteld als de gemeentelijke vlag van de Noord-Hollandse gemeente Hensbroek. De vlag kan als volgt worden beschreven:
Twee banen van geel en rood, waarvan de lengten zich verhouden als 1:3,ingesneden tot halverwege de lengte.
De kleuren zijn ontleend aan het gemeentewapen. Met gevoel voor humor die ook in het wapen is te vinden, heeft men een vlag gekozen die verwijst naar de naam van de gemeente: in de rode gevorkte vlag kan zowel een hanenkam als een wapperende broek worden gezien. Duidelijker is dit te zien in het oorspronkelijke (afgewezen) ontwerp dat gemaakt werd door Kl. Sierksma.
Het gemeentelijk dundoek bleef tot 1 januari 1979 in gebruik door het gemeentebestuur, op die dag is de gemeente opgegaan in de gemeente Obdam. sinds 1 januari 2007 valt het gebied onder de gemeente Koggenland.

## Voorgaande vlag
Tot 1962 werd officieus een defileervlag gebruikt, die in 1938 was ontworpen voor eenmalig gebruik tijdens een defilé in Amsterdam ter gelegenheid van het veertigjarig regeringsjubileum van koningin Wilhelmina.

## Verwante afbeelding

Wapen van Hensbroek

Akersloot
· Andijk
· Anna Paulowna 
· Assendelft 
· Beemster 
· Bennebroek 
· Blokker 
· Broek in Waterland 
· Bussum 
· Callantsoog 
· Edam 
· Egmond 
· Egmond aan Zee 
· Egmond-Binnen 
· Graft-De Rijp 
· 's-Graveland 
· Haarlemmerliede en Spaarnwoude 
· Harenkarspel 
· Heerhugowaard 
· Hensbroek 
· Hoogwoud 
· Ilpendam 
· Jisp 
· Krommenie 
· Langedijk 
· Limmen 
· Marken 
· Midwoud 
· Monnickendam 
· Muiden 
· Naarden 
· Nederhorst den Berg 
· Nibbixwoud 
· Niedorp 
· Noorder-Koggenland 
· Obdam 
· Opperdoes 
· Schermer 
· Schermerhorn 
· Schoorl 
· Sint Maarten 
· Terschelling 
· Terschelling en Vlieland 
· Twisk 
· Venhuizen 
· Vlieland 
· Warmenhuizen
· Weesp
· Wervershoof 
· Wester-Koggenland 
· Westwoud 
· Westzaan 
· Wieringen 
· Wieringermeer 
· Wijdewormer 
· Wognum 
· Wormer 
· Wormerveer 
· Zaandam 
· Zaandijk 
· Zeevang 
· Zijpe